# Z Nation
Z Nation är en amerikansk postapokalyptisk skräck-TV-serie utvecklad av Karl Schaefer. Serien kretsar kring Murphy som är den enda kända människan som är immun mot zombiebett. Han är på väg från New York till Kalifornien för han hoppas på att hans blod ska kunna bli ett motgift. I Kalifornien ligger ett smittcenter som försöker rädda världen efter att en zombieepidemi sargat USA.

## Rollfigurer
- Kellita Smith som Lt. Roberta Warren (säsong 1–)
- DJ Qualls som Citizen Z (säsong 1–)
- Michael Welch som Mack Thompson (säsongen 1–2)
- Keith Allan som Murphy (säsongen 1–)
- Anastasia Baranova som Addison "Addy" Carver (säsongen 1–)
- Russell Hodgkinson som Doc (säsongen 1–)
- Pisay Pao som Cassandra (säsongen 1–2, gäst säsong 3)
- Nat Zang som 10K (säsongen 1–)
- Tom Everett Scott som 1st Sgt. Charles Garnett (säsong 1)
- Harold Perrineau som Lt. Mark Hammond (säsong 1)
- Matt Cedeño som Javier Vasquez (säsong 2, gäst säsong 3)
- Emilio Rivera som Hector "Escorpion" Alvarez (säsong 2–3)
- Joseph Gatt som The Man (säsong 3-)
- Sydney Viengluang som Sun Mei (säsong 3–)
- Ramona Young som Kaya (säsong 3-)
- Natalie Jongjaroenlarp som Red (säsong 3)
- Holden Goyette som Nature Boy/5K (säsong 3)